# Tabiago
Tabiago is een plaats (frazione) in de Italiaanse gemeente Nibionno.